# Psykiska symtom
Psykiska symtom är medicinska eller psykologiska symtom från kognitionen, känslolivet, viljelivet och beteendet. Psykiska symtom kan vara ett tecken på en psykisk störning, men de kan också bero på psykosociala faktorer, kroppsliga sjukdomar eller droger.
Psykiska symtom och störningar beror ofta på en samverkan mellan neurobiologiska, personliga och psykosociala faktorer. 

## Kognitiva symtom
Kognitiva symtom avser symtom på dysfunktionell kognition, det vill säga på uppmärksamhet, varseblivning, perception, intellektuell förmåga, sinnesuppfattning, medvetande och minne.
Till kognitiva symtom hör förändrade medvetandetillstånd, till exempel förvirring, somnolens, stupor och koma. Så gör även sensoriska symtom, som förändrade sinnesupplevelser (anosmi, parageusi, etcetera), liksom yrsel och svindel. Hallucination betecknar alla förändrade förnimmelser som saknar motsvarande stimuli, utom sådana falska förnimmelser från huden. Till de kognitiva symtomen hör också problem med minnesfunktioner (amnesi) och desorientering.

## Affektiva symtom
Med affektiva symtom avses symtom från känslolivet och sinnesstämningen. Dit hör humörsvängningar och andra oönskade, störande eller opassande känslor, däribland anhedoni, avtrubbad affekt, eufori, självmordstankar, aggression, låg självkänsla och rastlöshet.

## Beteendesymtom
Inre, själsliga tillstånd yttrar sig ofta i ett motsvarande beteende, vilka kallas beteendesymtom. Med detta avses sådant som excentriskhet, dålig personlig hygien, mångordighet, motorisk hyperaktivitet, polydipsi samt undflyende beteende. Autokommunikation, att prata med sig själv, kan vara ett beteende som beror på att personen har hörselhallucinationer och vanföreställningar, eller fungera som livshanteringsstrategi.

## Viljelivet
Symtom från viljelivet innefattar viljelöshet, dominant beteende och härskartendenser, inlärd hjälplöshet, avsaknad av livsmål, apati med mera.